# 儒格MK IV手枪
儒格Ⅳ型（英語：Ruger Mark IV）是美国武器制造商斯特姆-儒格公司生产的一系列使用.22 LR凸缘底火子弹的半自动手枪，是著名的儒格标准型系列的第四代产品。

## 与儒格Ⅲ型的不同
儒格标准型系列从1949年问世以来一直受客户诟病的一个问题就是拆卸程序过于复杂麻烦，几乎不可能就地拆开清理。儒格Ⅳ型与之前的Ⅲ型最大的不同是在上机匣与下机匣/握把间采取了钩槽枢轴连接的设计，并用一个连有按钮的锁杆扣住。如果使用者想把枪拆开清理，只需压住按钮就可以进行一键拆卸，十分方便。除此之外，Ⅳ型的扳机组件、枪栓卡榫都被重新设计，保险杠变成双侧并用，弹匣释放也做到了自由弹出。

## 系列型号
- 标准型（Standard）
- 打靶型（Target）
- 猎手型（Hunter）
- 竞赛型（Competition）
- 战术型（Tactical）
- 22/45型
  - 22/45轻量型（22/45 Lite）
  - 22/45战术型（22/45 Tactical）

## 2017年保险召回
2017年6月，儒格发布了产品召回通告，声明所有2017年6月1日前生产的、序列号以“401”（2017年产）和“WBR”（2016年产）开头的Ⅳ型的扳机和保险有缺陷，如果保险杆在扣动扳机时处于“Safe”和“Fire”两点之间，那么再被扳到“Fire”位置时枪会意外走火。儒格建議客户马上到儒格网站注册召回，召回邮寄的开销费用完全由儒格支付，并且会在修复后寄回时为客户额外赠送一个新弹匣。根据报道，这次召回的使得儒格在2017年第二季度利润减少大约250万美元。